# استان ماگادان
استان ماگادان (به روسی Магаданская област، تلفظ: ماگادانسکایا اُبلاست) یکی از استان‌های فدراسیون روسیه واقع در ناحیه فدرالی خاور دور است.
جمعیت آن ۱۸۲٬۷۲۶ نفر است (سال ۲۰۰۲) و پایتخت آن شهر ماگادان است.

## ترکیب قومی

استان ماگادان در نقشهٔ روسیه.

در سرشماری سال ۲۰۰۲ میلادی، روس‌ها با ۱۴۶٬۵۱۱ نفر ۸۰٫۲ درصد از جمعیت این استان را تشکیل می‌دادند. بقیه جمعیت به ترتیب از اقوام اوکرائینی، اِوِنی، بلاروسی و تاتار هستند.